# Michel Margairaz
 (mai 2024).
Si vous disposez d'ouvrages ou d'articles de référence ou si vous connaissez des sites web de qualité traitant du thème abordé ici, merci de compléter l'article en donnant les références utiles à sa vérifiabilité et en les liant à la section « Notes et références ».
Michel Margairaz, né en 1951, est un historien de l'économie français, spécialiste de l’histoire économique de la France contemporaine.

## Biographie
Depuis la rentrée 2009, il est titulaire de la chaire d'histoire économique et sociale créée par Marc Bloch à l'Université Paris 1 Panthéon-Sorbonne (Sorbonne). 
Il succède à Jacques Marseille, après Ernest Labrousse, Pierre Vilar et Jean Bouvier.
Directeur du site Paris 1 de l’UMR no 8533/IDHE (Institutions et Dynamiques Historiques de l'Économie), il a longtemps été professeur à l'Université de Paris 8, président de la Commission de spécialistes d’histoire (21 et 22) de l'Université de Paris 8, membre du Conseil scientifique de l'Université de Paris 8, directeur du site de Paris VIII de l’UMR no 8533/IDHE (Institutions et Dynamiques Historiques de l'Économie).
Michel Margairaz est responsable de la Mission historique de la Banque de France. Il est membre du comité de rédaction du Mouvement social. Il fait aussi partie du comité scientifique du Comité pour l’histoire économique et financière de la France, du Comité d'histoire de la ville de Paris, du Comité pour l’histoire de la Poste et du Comité directeur du GDR 2539 « Les entreprises françaises sous l’Occupation ».
Ses recherches portent sur les politiques économiques au XXe siècle, les institutions monétaires et financières aux XIXe siècle et XXe siècle, la Seconde Guerre mondiale, l’économie, les finances et enfin la mobilité en région parisienne aux XIXe siècle et XXe siècle.
Depuis 2018, Michel Margairaz est membre du jury du prix d'histoire économique "Ithaque-Marquet".

## Publications
- L'État, les finances et l'économie : histoire d'une conversion, 1932-1952  (préf. François Bloch-Lainé), vol. 1 et 2, Paris, Comité pour l'histoire économique et financière de la France, coll. « Histoire économique et financière de la France / Études générales », 2017, XVI-1456 p. (ISBN 2-11-081121-8, présentation en ligne, lire en ligne)[lire en ligne (vol. 2)].
- Industrialisation et sociétés en Europe occidentale. 1880-1970, avec Michel Pigenet, Jean-Louis Robert et Pierre Saly, Paris, Atlande, 1998.
- La paix et la guerre en Europe, aux États-Unis et au Japon (1911-1946), avec Jacques Portes et Danielle Tartakowsky, Paris, Hachette Supérieur, 2003.
- L’État détricoté. De la Résistance à la République en marche. Avec Danielle Tartakowsky. Éditions du Détour, 2018.